# Commissione provinciale
La Commissione provinciale (spesso detta semplicemente Commissione e ribattezzata dagli organi di stampa anche come Cupola) è un organo direttivo che riunisce i leader dell'organizzazione mafiosa denominata Cosa nostra nella provincia di Palermo. Ne fanno parte tutti i capimandamento della provincia. È caratterizzata dalla nomina di un capo Commissione eletto dai capimandamento stessi per elezione diretta, anche se più che di un capo si tratta di un segretario, un coordinatore.

## Storia

### La prima Commissione
Dal 12 al 16 ottobre 1957 si tennero una serie di incontri presso il Grand Hotel et des Palmes di Palermo tra mafiosi americani (Lucky Luciano, Joseph Bonanno, John Bonventre, Carmine Galante, Frank Garofalo, Santo Sorge, Vito Vitale e John Di Bella) e siciliani (Gaspare Magaddino, Vincenzo Rimi, Cesare Manzella e Giuseppe Genco Russo ma si sospetta che parteciparono anche Salvatore "Cicchiteddu" Greco, Angelo La Barbera, Rosario Mancino, Pietro Davì, Totò Minore e Calcedonio Di Pisa): secondo il collaboratore di giustizia Tommaso Buscetta, durante tali incontri il boss Joseph Bonanno discusse insieme ad alcuni mafiosi siciliani venuti ad incontrarlo sulla creazione di una «Commissione» sul modello di quella dei mafiosi americani, che doveva assicurare l'ordine nelle file dell'organizzazione e risolvere i conflitti interni.
Salvatore "Cicchiteddu" Greco (capo della cosca di Ciaculli) venne incaricato di dirigere la nuova Commissione ed, insieme agli altri mafiosi, definì le nuove regole fondamentali: il "capomandamento", scelto da due o tre cosche contigue, doveva essere un personaggio di secondo rango all'interno della cosca di appartenenza e non un capo-famiglia, il quale le avrebbe rappresentate nella Commissione, che da quel momento avrebbe pure avuto il compito di deliberare sull'uccisione di "uomini d'onore" e di persone esterne, togliendo ai capi delle singole cosche il potere di vita e di morte sugli altri mafiosi. Infatti negli anni successivi il collaboratore di giustizia Antonino Calderone dichiarerà che «[...] originariamente a Palermo, come in tutte le altre province siciliane, vi erano le cariche di "rappresentante
provinciale", "vice-rappresentante" e "consigliere provinciale". Le cose mutarono con Salvatore Greco "Cicchiteddu" poiché venne creato un organismo collegiale, denominato Commissione, e composto dai capi-mandamento». Quindi la prima Commissione venne così composta:
- Salvatore Greco (capomandamento di Ciaculli), capo della commissione provinciale. Morto di cause naturali in Venezuela nel 1978.
- Salvatore La Barbera (capomandamento di Palermo Centro), il 17 gennaio 1963, a Santo Stefano di Quisquina, Agrigento, è scomparso per opera di Salvatore "Cicchiteddu" Greco.
- Cesare Manzella (capomandamento di Cinisi), venne ucciso con un'autobomba il 26 aprile 1963, a Cinisi, da Michele Cavataio.
- Francesco Sorci (capomandamento di Villagrazia), venne ucciso il 5 giugno 1983 per ordine di Salvatore Riina.
- Lorenzo Motisi (capomandamento di Pagliarelli)
- Antonino Matranga (capomandamento di Resuttana), venne ucciso il 30 aprile 1970, a Milano, da Salvatore Riina.
- Mariano Troia (capomandamento di San Lorenzo), morto a Milano di cause naturali nel febbraio del 1967, poco dopo essersi costituito.
- Antonio Salamone (capomandamento di San Giuseppe Jato), è morto di cancro il 31 maggio 1998, a San Paolo.
- Giuseppe Panno (capomandamento di Casteldaccia), è scomparso l'11 marzo 1981, ad opera di Salvatore Riina.
- Mario Di Girolamo (capomandamento di corso Calatafimi), famiglia successivamente disgregata.
- Salvatore Manno (capomandamento di Boccadifalco)[9], morto di cancro all'inizio degli anni '60.
- Michele Cavataio (capomandamento dell'Acquasanta), venne ucciso da Salvatore Riina e Bernardo Provenzano, il 10 dicembre 1969, a Palermo, nella strage di viale Lazio.
- Calcedonio Di Pisa (capomandamento della Noce), venne ucciso da Michele Cavataio e Giuseppe Sirchia il 26 dicembre 1962, a Palermo.

Tuttavia il divieto di congiungere in una sola persona il ruolo di capo della cosca di appartenenza e quello di capomandamento non venne rispettato da tutti (Calcedonio Di Pisa, Michele Cavataio, Antonino Matranga, Mariano Troia, Salvatore Manno) e ciò provocò il risentimento dei fratelli Angelo e Salvatore La Barbera (capimafia di Palermo Centro), i quali stavano acquisendo molta autorità in seno alla Commissione per via della loro spregiudicatezza: tali rivalità sfoceranno nella cosiddetta "prima guerra di mafia", che culminerà nella strage di Ciaculli del 30 giugno 1963, in cui morirono sette uomini delle forze dell'ordine.

### Il "triumvirato" e la seconda Commissione
Nel 1963, in seguito alla strage di Ciaculli e alla conseguente repressione operata dalle autorità nei confronti dei mafiosi, la Commissione venne sciolta. Nel 1969, dopo la fine dei grandi processi contro i protagonisti dei conflitti mafiosi, si cercò di ricostruire la Commissione ma il boss Michele Cavataio cercò di intromettersi, venendo assassinato perché lo si riteneva il principale responsabile della prima guerra di mafia e della strage di Ciaculli. Dopo l'uccisione di Cavataio, si tennero una serie d'incontri tra i principali mafiosi siciliani a Zurigo, Milano e Catania per discutere sulla ricostruzione della Commissione e venne costituito un "triumvirato" provvisorio che doveva dirimere le dispute tra le varie cosche della provincia di Palermo; il "triumvirato" era composto dai boss Stefano Bontate, Gaetano Badalamenti e Luciano Leggio, benché si facesse spesso rappresentare dal suo vice Salvatore Riina.
Nel 1974 una nuova Commissione divenne operativa e Gaetano Badalamenti venne incaricato di dirigerla, abbandonando il vecchio divieto che impediva ai capi delle cosche di diventare anche capimandamento. La seconda Commissione venne così composta:
- Gaetano Badalamenti (capomandamento di Cinisi), capo della commissione. Verrà espulso dalla commissione nel 1978.
- Stefano Bontate (capomandamento di Santa Maria di Gesù), venne ucciso da Salvatore Riina il 23 aprile 1981, a Palermo.
- Luciano Liggio (capomandamento di Corleone), morto in carcere il 15 novembre 1993, a Nuoro, dove stava scontando la pena dell'ergastolo.[N 2]
- Rosario Di Maggio (capomandamento di Passo di Rigano), morto d'infarto nel 1980 per aver scambiato gli agenti che erano andati ad arrestarlo per killer travestiti.
- Michele Greco (capomandamento di Ciaculli)[9], morto in carcere il 13 febbraio 2008, a Roma, dove stava scontando la pena dell'ergastolo.
- Giuseppe Calò (capomandamento di Porta Nuova), condannato all'ergastolo nel 1995.
- Rosario Riccobono (capomandamento di Partanna-Mondello), che sostituisce il vecchio capomandamento Filippo Giacalone.
- Antonio Salamone (capomandamento di San Giuseppe Jato)[N 3]
- Salvatore Scaglione (capomandamento della Noce), venne fatto uccidere da Michele Greco e Salvatore Riina il 30 novembre 1982, a Palermo[14].

Nel 1978 Badalamenti venne messo in minoranza nella Commissione da Salvatore Riina ed espulso. Per queste ragioni, l'incarico di dirigerla passò a Michele Greco, il quale consolidò i suoi legami con lo schieramento dei Corleonesi capeggiati da Riina. Dopo la sostituzione di Badalamenti, i Corleonesi e Stefano Bontate fecero nominare nuovi capimandamento tra i loro associati attraverso Greco e quindi la Commissione venne così composta:
- Michele Greco (capomandamento di Ciaculli)[9], morto in carcere il 13 febbraio 2008, a Roma, dove stava scontando la pena dell'ergastolo. Capo della commissione.
- Stefano Bontate (capomandamento di Santa Maria di Gesù)
- Salvatore Inzerillo (capomandamento di Passo di Rigano), venne fatto uccidere da Salvatore Riina l'11 maggio 1981, a Palermo.
- Salvatore Riina (capomandamento di Corleone), morto in carcere il 17 novembre 2017.
- Bernardo Brusca (capomandamento di San Giuseppe Jato), arrestato il 25 novembre 1985 e condannato all'ergastolo, è morto l'8 dicembre 2000 in carcere, a Napoli.
- Antonino Geraci (capomandamento di Partinico), detto Nenè il vecchio, venne arrestato il 29 settembre 1984.
- Giuseppe Calò (capomandamento di Porta Nuova)
- Francesco Madonia (capomandamento di Resuttana), condannato all'ergastolo, è morto il 13 marzo 2007 a Napoli, nell'ospedale penitenziario.
- Rosario Riccobono (capomandamento di Partanna-Mondello), venne fatto uccidere da Salvatore Riina il 30 novembre 1982, a Palermo.
- Salvatore Scaglione (capomandamento della Noce)
- Ignazio Motisi (capomandamento di Pagliarelli)
- Leonardo Greco e Giovanni Scaduto (capimandamento di Bagheria), il secondo venne condannato all'ergastolo il 12 gennaio 1996.[16]
- Antonio Badalamenti (capomandamento di Cinisi), morto ammazzato nel 1981.
- Calogero Pizzuto (capomandamento di Castronovo di Sicilia), venne ucciso da Bernardo Provenzano il 29 settembre 1981, a San Giovanni Gemini (Agrigento).

Nel 1981 Riina fece uccidere Stefano Bontate e Salvatore Inzerillo, scatenando la seconda guerra di mafia, in cui numerosi capimandamento e altri mafiosi furono eliminati e i loro mandamenti e relative cosche vennero accorpate, affidandoli a mafiosi fedeli a Riina. Alla fine della seconda guerra di mafia (1982), la Commissione venne così composta:
- Salvatore Riina (capomandamento di Corleone), capo della commissione.
- Bernardo Brusca (capomandamento di San Giuseppe Jato), arrestato il 25 novembre 1985, è morto in carcere l'8 dicembre 2000, a Napoli, dove stava scontando la pena dell'ergastolo.
- Antonino Geraci (capomandamento di Partinico), da non confondere con il cugino Nenè il vecchio, fu processato nel 1986 e in seguito scarcerato e ucciso il 23 novembre 1997, a Palermo, dall'allora sospettato Vito Vitale, che né prenderà il posto.
- Giuseppe Calò (capomandamento di Porta Nuova)
- Francesco Madonia (capomandamento di Resuttana), condannato all'ergastolo, è morto in un ospedale penitenziario di Napoli il 13 marzo 2007.
- Giuseppe Greco (capomandamento di Ciaculli), venne fatto uccidere da Salvatore Riina nel settembre 1985.
- Salvatore Montalto (capomandamento di Villabate), morto in carcere il 4 aprile 2012, a Milano.
- Andrea Di Carlo (capomandamento di Altofonte)
- Leonardo Greco e Giovanni Scaduto (capimandamento di Bagheria), il primo era cugino di Michele Greco e di fatto era lui a comandare, anche se spesso veniva rappresentato da Scaduto, che era quasi sempre lui ad andare alle riunioni di mafia.
- Raffaele Ganci (capomandamento della Noce), arrestato il 10 giugno 1993, è morto in carcere il 3 giugno 2022, a Milano, dove stava scontando la pena dell'ergastolo.
- Giuseppe Giacomo Gambino (capomandamento di San Lorenzo), si è suicidato in carcere, a Milano, il 30 novembre 1996.
- Matteo Motisi (capomandamento di Pagliarelli)
- Salvatore Buscemi (capomandamento di Passo di Rigano)
- Pietro Lo Iacono e Ignazio Pullarà (reggenti provvisori del mandamento di Santa Maria di Gesù)[N 4]
- Francesco Intile (capomandamento di Caccamo), condannato all'ergastolo, si è suicidato in carcere, a Palermo, il 4 maggio 1995.
- Gabriele Cammarata (capomandamento di Misilmeri)
- Procopio Di Maggio (capomandamento di Cinisi), arrestato nel 1986 e in seguito scarcerato, è morto alla veneranda età di 100 anni, spegnendosi nel 2016.
- Giuseppe Farinella (capomandamento di San Mauro Castelverde)[16], viene arrestato il 21 marzo 1992.

A causa degli arresti dovuti al maxiprocesso e in seguito alle dichiarazioni di pentiti come Tommaso Buscetta, Salvatore Contorno, Francesco Marino Mannoia e Antonino Calderone, negli anni '80 molti membri della commissione finirono dietro le sbarre e furono sostituiti dal cosiddetto reggente, tra essi ci furono: Michele Greco, Giuseppe Calò, Bernardo Brusca, Francesco Madonia, Salvatore Montalto e Giuseppe Giacomo Gambino. A sostituirli furono:
- Vincenzo Puccio (capomandamento di Ciaculli-Brancaccio), nell'ottobre 1986 viene arrestato, per poi venire ucciso nel carcere dell'Ucciardone da Antonino Marchese l'11 maggio 1989.
- Giuseppe Lucchese (capomandamento di Ciaculli-Brancaccio), arrestato il 1º aprile 1990, è stato condannato all'ergastolo.
- Salvatore Cancemi (capomandamento di Porta Nuova), il 22 luglio 1993 si costituisce e incomincia a collaborare.
- Baldassare Di Maggio (capomandamento di San Giuseppe Jato), che in assenza di Giovanni Brusca, aveva preso il comando, fino al 1989, quando Brusca viene scarcerato.
- Antonino Madonia (capomandamento di Resuttana), arrestato nel dicembre 1989 e condannato all'ergastolo. Il suo posto dopo l'arresto sarà a sua volta preso dal fratello Salvatore.
- Giuseppe Montalto (capomandamento di Villabate), arrestato il 4 febbraio 1993.
- Salvatore Biondino (capomandamento di San Lorenzo), arrestato il 15 gennaio 1993 assieme a Totò Riina.

### Commissione dopo il 1993
Nel 1993, dopo l'arresto di Riina, inizialmente doveva prendergli il posto Benedetto Santapaola, ma perché catanese dovette abdicare in favore di Leoluca Bagarella, che divenne il nuovo capo della Commissione, ma venne arrestato nel 1995. In seguito la leadership passò a Bernardo Provenzano, che verrà arrestato nel 2006.
- Leoluca Bagarella (capomandamento di Corleone), capo della commissione, verrà arrestato il 24 giugno 1995, dopo 3 anni di latitanza.
- Vito Vitale (capomandamento di Partinico), arrestato il 14 aprile 1998.
- Giuseppe Guastella (capomandamento di Resuttana), arrestato il 24 maggio 1998 a Palermo.
- Salvatore Cucuzza (capomandamento di Porta Nuova), arrestato il 5 maggio 1996 a Palermo.
- Raffaele Ganci (capomandamento della Noce), il 10 giugno 1993 viene arrestato insieme al figlio Calogero.
- Giuseppe Graviano e Filippo Graviano (capimandamento di Brancaccio), il 27 gennaio 1994 vengono arrestati a Milano. A succedergli sarà Antonino Mangano, che sarà arrestato il 25 giugno 1995.
- Giovanni Brusca (capomandamento di San Giuseppe Jato), arrestato il 20 maggio 1996.
- Mariano Tullio Troia (capomandamento di San Lorenzo), verrà arrestato il 15 settembre 1998 a Palermo.
- Pietro Aglieri e Carlo Greco (capimandamento di Santa Maria di Gesù), Aglieri viene arrestato il 6 giugno 1997, mentre Greco il 25 luglio 1996.
- Salvatore Madonia (capomandamento di Resuttana), arrestato il 14 dicembre 1991, si pensa che sia riuscito a impartire ordini anche dopo il suo arresto.
- Michelangelo La Barbera (capomandamento di Passo di Rigano), viene arrestato il 3 dicembre 1994.
- Giuseppe Montalto (capomandamento di Villabate)
- Matteo Motisi (capomandamento di Pagliarelli)
- Domenico Farinella (capomandamento di San Mauro Castelverde o delle Madonie), il 29 novembre 1994 viene arrestato.

### La nuova mafia di Provenzano
- Bernardo Provenzano (capomandamento di Corleone), capo della commissione, arrestato dopo quasi 43 anni di latitanza l'11 aprile 2006.
- Antonino Giuffrè (capomandamento di Caccamo), viene arrestato il 16 aprile 2002.
- Benedetto Spera (capomandamento di Belmonte Mezzagno), viene arrestato il 30 gennaio 2001.
- Giuseppe Guttadauro (capomandamento di Brancaccio), ufficialmente medico, fu arrestato nel 2002. Andrea Adamo diventerà il nuovo reggente.
- Salvatore Lo Piccolo (capomandamento di San Lorenzo), arrestato insieme al figlio Sandro il 5 novembre 2007. Doveva prendere il posto di Provenzano.
- Giovanni Motisi (capomandamento di Pagliarelli), tuttora latitante è ricercato dalle forze dell'ordine dal 1998. A sostituirlo più o meno nel 2002 sarà Antonino Rotolo, perché Motisi decise di abdicare e dedicarsi esclusivamente alla sua latitanza.
- Salvatore Genovese (capomandamento di San Giuseppe Jato), arrestato il 21 ottobre 2000. Prenderà il suo posto Giuseppe Balsano (che diventerà capo del mandamento di Monreale, nato dalla fusione dei mandamenti di San Giuseppe Jato e Partinico).
- Giuseppe Balsano (capomandamento di Monreale), arrestato il 2 maggio 2002.
- Giovanni Bonomo (capomandamento di Partinico), arrestato il 14 novembre 2003.

### Tentativo di una terza Commissione
Nel 2006 s'insediò un triumvirato composto da Antonino Rotolo (capomandamento di Pagliarelli), Antonino Cinà (capomandamento di San Lorenzo) e Francesco Bonura (capomandamento dell'Uditore), che era in contatto diretto con Provenzano e governava Cosa nostra in sostituzione della Commissione provinciale. I tre furono arrestati nel corso dell'Operazione Gotha.
Nel 2008, in seguito agli arresti di Provenzano e Salvatore Lo Piccolo, i mafiosi della provincia di Palermo si accordarono per rifondare la Commissione provinciale decimata dagli arresti attuati dalle forze dell'ordine, cercando di individuare la nuova strutturazione dei mandamenti. I nuovi capimandamento trovarono anche l'approvazione del vecchio Gerlando Alberti, esponente di spicco della cosca di Porta Nuova.
Nel dicembre 2008 però un'inchiesta dei Carabinieri, denominata «Operazione Perseo», riuscì ad intercettare le conversazioni di numerosi boss e portò all'arresto di 99 mafiosi, tra capimandamento, capi delle Famiglie e gregari, facendo fallire il tentativo di ricostruzione della Commissione, che doveva essere presieduta da Benedetto Capizzi, capomandamento di Villagrazia, e doveva essere così composta:
- Benedetto Capizzi (capomandamento di Villagrazia), capo della commissione, arrestato nel 2008 e poi morto in ospedale il 12 settembre 2023 a Milano.
- Giuseppe Scaduto (capomandamento di Bagheria)
- Gaetano Lo Presti (capomandamento di Porta Nuova), il 16 dicembre 2008, a Palermo, finito in carcere, si è suicidato in carcere.
- Giovanni Nicchi (capomandamento di Pagliarelli), il 21 gennaio 2008, è stato condannato a 13 anni di carcere.
- Giovanni Adelfio (capomandamento di Santa Maria di Gesù), il 12 marzo 2009 è finito in carcere ed è stato condannato a 9 anni di carcere.
- Luigi Caravello (capomandamento della Noce), nel 2007 è finito in carcere.
- Gaetano Fidanzati (capomandamento di Resuttana), il 5 ottobre 2013, a Milano, è morto in carcere.
- Antonino Lo Nigro (capomandamento di Brancaccio), il 12 marzo 2009, a Bagheria, è finito in carcere.
- Antonino Spera (capomandamento di Belmonte Mezzagno), il 16 marzo 2010 è finito in carcere ed è stato condannato a 15 anni di carcere.
- Gregorio Agrigento (capomandamento di San Giuseppe Jato)
- Rosario Lo Bue (capomandamento di Corleone), arrestato il 16 dicembre 2008, riarrestato il 20 novembre 2015, è stato condannato a 15 anni di carcere.[21]
- Francesco Bonomo (capomandamento di San Mauro Castelverde)
- Antonino Teresi (capomandamento di Trabia)[22]

### Quarta Commissione
Il 4 dicembre 2018 viene arrestato Settimo Mineo, ritenuto oltre che capo del mandamento di Pagliarelli, il nuovo capo di Cosa nostra, dopo la morte di Riina. Nell'operazione dei Carabinieri, denominata "Cupola 2.0", sono finiti in manette 46 persone, tra cui tre componenti della Cupola. Mineo è stato eletto capo durante una riunione, il 29 maggio 2018, in una località ancora sconosciuta. La nuova Commissione provinciale avrebbe dovuto essere così composta:
- Settimo Mineo (capomandamento di Pagliarelli), capo della commissione, arrestato il 4 dicembre 2018. Viene sostituito, come capo del mandamento di Pagliarelli, da Giuseppe Calvaruso, arrestato il 5 aprile 2021.[27]
- Gregorio Di Giovanni (capomandamento di Porta Nuova), arrestato il 4 dicembre 2018.
- Filippo Salvatore Bisconti (capomandamento di Misilmeri-Belmonte), arrestato il 4 dicembre 2018. Subito dopo l'arresto ha iniziato a collaborare con la giustizia.[26]
- Francesco Colletti (capomandamento di Villabate), arrestato il 4 dicembre 2018 e diventato anch'egli un collaboratore di giustizia.[28]

## Capi della commissione
- 1957 - 1963: Salvatore Greco
- 1962 - 1963[N 5]
- 1970 - 1974: Gaetano Badalamenti, Stefano Bontate, Luciano Liggio (triumvirato)
- 1974 - 1978: Gaetano Badalamenti
- 1978 - 1981: Michele Greco
- 1981 - 1982[N 6]
- 1982 - 1993: Salvatore Riina
- 1993[N 7]
- 1993 - 1995: Leoluca Bagarella
- 1995 - 2006: Bernardo Provenzano
- 2006: Antonino Rotolo, Antonino Cinà, Francesco Bonura (triumvirato)
- 2006 - 2007: Salvatore Lo Piccolo
- 2007 - 2008: Benedetto Capizzi
- 2008 - 2018[N 8]
- 2018 - 2018: Settimo Mineo